# Krabi FC
Der Krabi Football Club (thailändisch สโมสรฟุตบอลจังหวัดกระบี่) ist ein thailändischer Fußballverein aus Krabi, der in der Southern Region der dritten Liga spielt.
Der Verein ist auch unter dem Namen The Andaman Eagles bekannt.

## Geschichte

### Geschichte von 2009 bis 2011
Der Verein wurde im Jahre 2009 gegründet und bekam eine Lizenz für die Teilnahme an der drittklassigen thailändischen Regional League Division 2 – Southern Division, einer von mehreren parallel verlaufenden Staffeln. Im ersten Spieljahr schloss die Mannschaft nach 14 Meisterschaftsspielen auf dem fünften von acht Plätzen im Endklassement der fünfgleisigen Drittklassigkeit ab. Die Mannschaft ereilte bei einem 0:4 gegen den Pattani FC die höchste Saisonniederlage der Southern Division. In der nachfolgenden Saison 2010 wurde die Staffel bereits um fünf Mannschaften erweitert, wobei der Krabi FC das Jahr erneut auf dem sechsten Platz von 13 abschloss und bis zuletzt nicht weit von den Aufstiegsplätzen entfernt war. Dies änderte sich jedoch im Spieljahr 2011, als die Mannschaft mit zwei Punkten Vorsprung auf den torgefährlichen und defensivstarken Phattalung FC im Endklassement auf dem ersten Tabellenplatz rangierte. Zusammen mit Phattalung nahm Krabi daraufhin an den nachfolgenden Aufstiegs-Play-offs teil, aus denen der Krabi FC ebenfalls als einer der Aufsteiger hervorging.

### Zweitligasaison 2012
In der ersten Zweitligasaison in der noch jungen Vereinsgeschichte konnte sich der Verein aus dem Süden Thailands rasch etablieren und schloss auf Rang 6 von 18 Mannschaften ab. Mit den beiden Nigerianern Anayo Cosmas und Justin Uche, den beiden Südkoreanern Lee Jong-Yun und Kim Seung-Myung, sowie dem Brasilianer Cristiano Lopes und dem Laoten Soukaphone Vongchiengkham hatte der Krabi FC sechs Legionäre in seinen Reihen, die ansonsten nur aus einheimischen Spielern bestanden. Zu den erfolgreichsten Torschützen gehörten neben Lopes auch die beiden Thailänder Ekkachai Nuikhao und Thaweephong Ja-reanroob mit je sieben Treffern, wobei allesamt nicht die 23 Tore des Torschützenkönigs Lee Tuck erreichten. Im FA Cup zog die Mannschaft nach einem 4:1-Sieg in der zweiten Runde über den J.W. Rangsit FC in die dritte Runde ein, wo das Team jedoch knapp mit 1:2 nach der Verlängerung gegen den Ayutthaya FC vom laufenden Turnier ausschied. Ein ähnliches Schicksal ereilte die Mannschaft auch im League Cup, wo das Team nach einem 4:2-Erstrundensieg über den Chiangrai FC in der zweiten Runde erst im Elfmeterschießen gegen den Customs United FC ausschied.

### Zweitligasaison 2013
Im Jahre 2013 wurde die Mannschaft unter Trainer Paiboon Lertvimonrut vom Ausrüster Diadora beliefert, als Trikotsponsor trat Thai AirAsia in Erscheinung. Wie bereits im Vorjahr war die Zahl der ausländischen Spieler pro Team auf sieben begrenzt. Der Krabi FC nützte diese Zahl im Spieljahr 2013 aus; mit dem Brasilianer Valci Júnior, dem Burkiner Jean-Michel Gnonka, dem Kameruner John Mary, dem Nigerianer Anayo Cosmas, dem Serben Bojan Mamić, dem Südkoreaner Ju Myeong-Gyu und dem Laoten Soukaphone Vongchiengkham waren diese sieben Spieler komplett. In der teilweise sehr dichtgestaffelt Endtabelle erreichte die Andaman Eagles einen neunten Platz und damit einen Platz in der Tabellenmitte der auf 18 Mannschaften begrenzten thailändischen Zweitklassigkeit. Als torgefährlichster Spieler trat der Kameruner John Mary in Erscheinung, der es auf zehn Ligatreffer brachte, gefolgt vom Brasilianer Valci Júnior mit neuen Toren, der jedoch in diesem Jahr auch bereits acht Treffer für den Rayong United FC erzielt hatte und somit mit 17 Toren auf dem vierten Platz der ligaweiten Torschützenliste rangierte. Ein rasches Ende erfolgte für den Klub aus Krabi im FA Cup (Thailand), als das Team noch im ersten Spiel in der zweiten Runde mit 1:2 dem Trat FC unterlag. Im League Cup kam der Krabi FC nach einem knappen Sieg im Elfmeterschießen über den Drittligisten Nong Bua Lamphu FC in die zweite Runde und schied in dieser mit 1:2 gegen den PTT Rayong FC aus.

### Zweitligasaison 2014
Unter dem neuen Trainer Chayaphol Kotchasan erhielt der Verein in diesem Jahr auch einen neuen Ausrüster Diadora folgte mit Ego Sports ein lokaler Anbieter. Während sich der Sportausrüstungsanbieter änderte, blieb der Trikotsponsor Thai AirAsia bestehen. Wie bereits im Vorjahr kamen auch 2014 wieder sieben Legionäre zum Einsatz. Neben den Brasilianern Erivaldo Oliveira da Silva und Patrick Roberto Daniel da Silva waren dies der Burkiner Jean-Michel Gnonka, der Niederländer Jean Black, der Nigerianer Anayo Cosmas, sowie der Japaner Ryohei Maeda. In der Endtabelle der teils ebenfalls dichtgestaffelten Liga rangierte der Krabi FC diesmal auf dem zehnten Platz. Erfolgreichster Torschütze in diesem Spieljahr war Neuverpflichtung Erivaldo Oliveira mit zwölf Treffern, mit der er auf Platz 10 der ligaweiten Torschützenliste rangierte. Erivaldo Oliveira wurde auch im August 2014 als Spieler des Monats ausgezeichnet und war neben Patrick da Silva einer von zwei Krabi-Spielern, denen in dieser Saison ein Hattrick gelang. Dies zudem auch noch im gleichen Spiel, einem 6:2-Erfolg über den Sriracha FC am 10. August 2014. Weder im FA Cup noch im League Cup war der Krabi FC in diesem Jahr vertreten.

### Zweitligasaison 2015
Ins Spieljahr 2015 startete die Mannschaft unter dem neuen Trainer Vorawan Chitavanich, der zuvor den Ligakonkurrenten Angthong FC betreute, ehe er durch den Deutschen Reiner Maurer abgelöst wurde. Vorawan Chitavanich war im April des Vorjahres zum Trainer des Monas gewählt worden und hatte Ang Thong auf den achten Platz im Endklassement geführt. Ausrüster wie auch Trikotsponsor des Krabi FC blieben in diesem Jahr gleich. Das Regelwerk wurde vor dieser Saison geändert, weshalb nur mehr fünf ausländische Spieler pro Team zugelassen waren, wovon mindestens einer aus einem AFC-Staat kommen musste. Davor besagte diese Regelung, dass sieben ausländische Spieler engagiert werden dürfen, wovon mindestens einer aus einem AFC-Staat kommen musste. Im Falle des Krabi FC waren die Legionäre die beiden Ivorer Koné Seydou und Kassiaty Gildas Labi, die beiden Namibier Tangeni Shipahu und Willy Stephanus, sowie der Japaner Ryohei Maeda. In diesem Jahr schaffte das Team auf dem 14. Tabellenplatz rangierend nur knapp den Klassenerhalt in der abermals sehr dichtgestaffelten Tabelle. Auch der Zuschauerschnitt ging in diesem Spieljahr deutlich zurück, wobei im Schnitt nur etwas mehr als 1.000 Zuschauer pro Spiel kamen. Bester Torschütze war Kassiaty Gildas Labi mit zehn Treffern. Erfolgreicher verlief hingegen die FA-Cup-Saison 2015, in der der Krabi FC nach Siegen in der ersten Runde über den Ayutthaya FC, in der zweiten Runde über den Royal Thai Fleet FC und in der dritten Runde über den Air Force Central FC erst in der vierten Runde, dem eigentlichen Achtelfinale, gegen den späteren Zweitligameister Police United FC aus. Im thailändischen League Cup 2015 schied die Mannschaft, nach einem 2:0-Erfolg über den Phang Nga FC in der ersten Runde, erst in der zweiten Runde mit 1:2 gegen den Ratchaburi Mitr Phol FC aus.

### Zweitligasaison 2016
Zum Spieljahr 2016 änderte sich wieder einiges beim in der Thai Premier League Division 1 antretenden Krabi FC. Das Traineramt übernahm Virat Kaeyiwra, Trikotsponsor wurde Bangkok Airways und als Ausrüster trat das thailändische Unternehmen FBT in Erscheinung. Wie im Jahr zuvor trat die gleiche Ausländer-Regelung in Kraft. Zu den fünf Legionären zählten dabei der Brasilianer Tardeli Barros Machado Reis, der Kameruner Isaac Mbengan (als Leihspieler), der Ivorer Koné Seydou, der Serbe Rodoljub Paunović, sowie abermals der Japaner Ryohei Maeda. Hinzu kamen auch noch Ivan Bošković, Barros Tardeli oder Tangeni Shipahu, der nach seiner Leihzeit 2015 im Jahre 2016 fix übernommen wurden. Im Verlauf des Spieljahres 2016 war das Team in der Liga zumeist in der hinteren Tabellenhälfte anzutreffen und beendete das Jahr auf dem zehnten Tabellenplatz. Der Namibier Tangeni Shipahu war mit acht Toren auch der mannschaftsinterne Torschützenkönig. Im League Cup 2016 scheiterte die Mannschaft erst im Elfmeterschießen des Viertelfinales gegen Muangthong United. Hingegen erreichte das Team im FA Cup 2016 nur Runde 2 und schied in dieser mit 2:3 gegen Army United aus.

### Zweitligasaison 2017
Nach der Ligareform in Thailand, die mitunter auch neue Liganamen mitbrachte, trat der Krabi FC im Jahre 2017 erstmals in der Thai League 2 in Erscheinung. Neben bewährten Legionären wie Isaac Mbengan, Koné Seydou oder Ryohei Maeda kamen auch neue wie die Brasilianer Aron da Silva oder Almir Barros hinzu. Der beste Torschütze des Krabi FC des Vorjahres, Tangeni Shipahu, verließ den Klub noch während der laufenden Saison. Ebenso ein weiter Legionär aus Kambodscha, der französischstämmige Thierry Chantha Bin, der nur kurzzeitig in Diensten des Klubs spielte. Einer der herausragendsten Spieler dieser Saison war allerdings ein einheimischer Akteur. Supot Jodjam, der bereits seit dem Vorjahr im Aufgebot des Vereins aus der Provinz Krabi stand, steuerte insgesamt 23 Tore in der Liga bei und war damit zusammen mit João Paulo Sales de Souza vom Bangkok FC hinter Jonatan Ferreira Reis, der es für den Kasetsart FC auf 28 Treffer gebracht hatte, der zweitbeste Torschütze der Liga in diesem Spieljahr. Obgleich der individuellen Erfolge ihres besten Torschützen, der es in diesem Jahr aufgrund seiner Leistung sogar in die thailändische Fußballnationalmannschaft schaffte, rangierte der Krabi FC im teilweise recht dichtgestaffelten Endklassement auf dem zwölften Platz.
Auch hinsichtlich der Zuschauerzahlen musste der Klub, der in diesem Jahr gleich drei verschiedene Trainer seiner Profimannschaft hatte, einen Rückgang von über 25 Prozent im Vergleich zum Vorjahr verzeichnen. Zeitweise rangierte der Klub im Verlauf der Meisterschaft sogar auf einem Abstiegsplatz. Wenig erfolgreich war für das Team auch der FA Cup 2017, in dem die Mannschaft bereits in der Qualifikationsrunde nach dem Elfmeterschießen gegen den Lampang FC ausschied. Ähnlich erging es dem Klub auch etwas mehr als zwei Wochen später im League Cup 2017, in dem Krabi auch bereits beim ersten Auftritt, dem Qualifikations-Play-off gegen den Ligakonkurrenten PT Prachuap FC mit 0:1 unterlag.

### Zweitligasaison 2018
Nach dem ersten Saisonspiel noch auf dem siebenten Tabellenplatz rutschte der Krabi FC bis zur fünften Meisterschaftsrunde auf den 15. Rang und damit einem Abstiegsplatz ab. In weiterer Folge konnte er sich lange Zeit nicht mehr hiervon befreien, schaffte es in der 18. Runde immerhin auf Rang 14, der jedoch ebenfalls noch ein Abstiegsplatz war. Erst in der 20. Runde konnte sich das Team von den Abstiegsrängen lösen, rutschte aber in Runde 25 wieder auf diese ab und belegt seitdem (Stand: 21. September 2018) wieder den 14. Tabellenplatz. In diesem Jahr hatte der Krabi FC wieder einige neue Legionäre in seinen Reihen. Darunter den gebürtigen Brasilianer und eingebürgerten Vietnamesen Huỳnh Kesley Alves oder den chilenischstämmigen Palästinenser Matías Jadue, der im Verlauf der Saison jedoch Ivan Vuković Platz machte. Der 33-jährige Ryohei Maeda verließ das Team ebenfalls im Laufe der Saison; für ihn kam der Südkoreaner Kim Gwi-hyeon. Hinzu kam auch noch die Neuverpflichtung Victor Amaro aus Brasilien; der Ivorer Koné Seydou hielt dem Klub auch in seiner vierten Spielzeit die Treue. Was das Zuschauerzahlen betrifft, war Krabi nun mehr zum besucherschwächsten Verein der Liga geworden. Lediglich 7.355 Zuschauer hatten bis zum 16. September 2018 in 26 Meisterschaftsspielen den Weg ins Stadion gefunden. Dies bedeutete einen weiteren Zuschauerrückgang von rund 21,5 Prozent im Vergleich zum Vorjahr.
Der argentinisch-deutsche Trainer Daniel Blanco, der im Jahr davor kurzzeitig bereits als Trainer von Army United in Erscheinung getreten war und der sich noch im Dezember 2017 dem Krabi FC anschloss, wurde nach weniger als vier Monaten im Amt entlassen, nachdem er das Team auf die Abstiegsplätze geführt hatte. Ihm folgte der Thailänder Wirat Keayiwa, der nach nicht einmal zwei Monaten Ende Mai bzw. Anfang Juni durch den ehemaligen montenegrinischen Nationalspieler Radoslav Batak als Trainer abgelöst wurde. Batak fädelte in weiterer Folge auch den Wechsel von Ivan Vuković, der im Jahre 2009 ebenfalls für sein Heimatland im Nationalteam antrat, von Montenegro nach Thailand ein. Bataks Vertrag hat eine Laufzeit bis Sommer 2019, könnte aber im Falle eines Abstiegs in die thailändische Drittklassigkeit aufgekündigt werden.
Im Verlauf des Jahres 2018 trat der Krabi FC auch wieder beim thailändischen FA Cup an. Beim FA Cup 2018 setzte sich das Team in den ersten beiden Runden gegen die beiden Viertligisten Nakhon Mae Sot United und Ratchaburi Mitr Phol jeweils mit 2:0 durch, unterlag aber im darauffolgenden Drittrundenspiel deutlich dem Erstligisten Chainat United mit 0:5. Im League Cup 2018 scheiterte die Mannschaft nach einem Sieg über den Viertligisten IPE Samut Sakhon United in der Qualifikations-Play-off-Runde in der nachfolgenden ersten Runde mit 1:2 gegen den Police Tero FC, der im Jahr 2017 nach einer Fusion von BEC-Tero Sasana mit Police United entstand war.

## Stadion

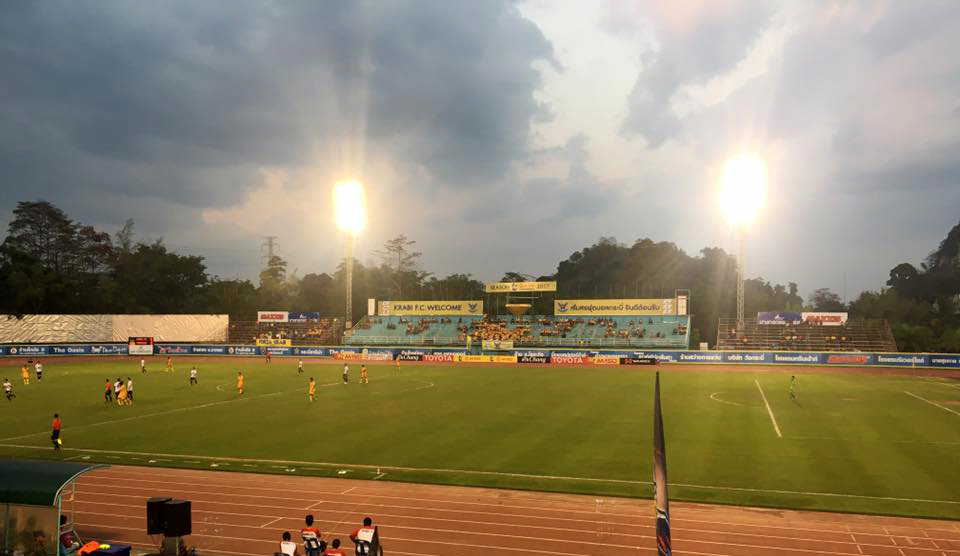
Krabi Provincial Stadion

Seine Heimspiele trägt der Verein im Krabi Provincial Stadium (thailändisch สนามกีฬากลางจังหวัดกระบี่) in Krabi aus. Das Stadion hat ein Fassungsvermögen von 8000 Personen. Eigentümer des Stadions ist die Krabi Municipality.

### Spielstätten seit 2009
| Saison         | Stadion                                              | Standort             | Kapazität | Eigentümer                            | Koordinaten                    |
| -------------- | ---------------------------------------------------- | -------------------- | --------- | ------------------------------------- | ------------------------------ |
| 2009 bis 2010  | Krabi Provincial Stadium                             | Krabi, Provinz Krabi | 3590      | Krabi Municipality                    | 8° 6′ 30,3″ N, 98° 54′ 59,7″ O |
| 2011           | Institute of Physical Education Krabi Campus Stadium | Krabi, Provinz Krabi | N/A       | Institute of Physical Education Krabi | 8° 6′ 41,2″ N, 98° 55′ 13,1″ O |
| 2011 bis heute | Krabi Provincial Stadium                             | Krabi, Provinz Krabi | 8000      | Krabi Municipality                    | 8° 6′ 30,3″ N, 98° 54′ 59,7″ O |

## Erfolge
- Regional League Division 2 – South: 2011  ▲
- Thai League 3 – South: 2020/21 (2. Platz)
- Thai League 3 – South: 2021/22
- Thai League 3 – National Championship: 2021/22  ▲

## Aktueller Kader
Stand: 1. Februar 2025
| Nr. |          | Position | Name                              |
| --- | -------- | -------- | --------------------------------- |
| 1   | Thailand | TW       | Krittapas Yimlamai                |
| 2   | Thailand | AB       | Worawit Doungjit                  |
| 4   | Thailand | AB       | Chaithat Maneein                  |
| 6   | Thailand | AB       | Thanayos Sophaphon                |
| 8   | Thailand | MF       | Akkavit Machamni                  |
| 9   | Agypten  | ST       | Abdelrahman Khaled Elsayed Seddik |
| 10  | Thailand | ST       | Arnon Petwat                      |
| 11  | Thailand | ST       | Phanthawat Hatdonla               |
| 13  | Thailand | MF       | Pongthanut Chiraphatcharawat      |
| 14  | Thailand | AB       | Oatthaphon Chongrak               |
| 15  | Thailand | MF       | Raksit Duangthong                 |
| 16  | Thailand | AB       | Suchart Chayyai                   |
| 17  | Thailand | MF       | Tanakorn Thongta                  |
| 18  | Thailand | MF       | Sirisak Promduang                 |
| 19  | Thailand | TW       | Narakorn Khonraengdee             |
| 21  | Thailand | AB       | Poramet Silarak                   |
| 22  | Thailand | MF       | Tharathep Jaksurang               |

| Nr. |          | Position | Name                  |
| --- | -------- | -------- | --------------------- |
| 23  | Thailand | ST       | Chayaphon Phanwiset   |
| 25  | Thailand | AB       | Methus Yutthanarong   |
| 26  | Thailand | MF       | Korrawit Sewikhan     |
| 27  | Thailand | MF       | Arthitriw Songsayorm  |
| 31  | Thailand | MF       | Narutchai Piwbunruang |
| 33  | Thailand | AB       | Phuriphat Tongfuea    |
| 38  | Thailand | ST       | Sorbus Matheem        |
| 39  | Kamerun  | ST       | Ngang Anlaa Elyséem   |
| 43  | Thailand | MF       | Khanatip Phonin       |
| 44  | Thailand | MF       | Adithep Wongraksa     |
| 45  | Thailand | ST       | Atthasit Yayaji       |
| 55  | Thailand | AB       | Supachet Nilwong      |
| 66  | Thailand | MF       | Suepsak Sudsri        |
| 70  | Irak     | ST       | Ezzulddin Al-Bassam   |
| 77  | Thailand | ST       | Abib-Ali Sikder       |
| 88  | Thailand | ST       | Worawit Chaihai       |
| 91  | Thailand | TW       | Supphachok Kumat      |
| 98  | Thailand | ST       | Natthaphum Khithong   |

## Ehemalige Spieler
| - Justine Uche Prince - Willy Stephanus - Soukaphone Vongchiengkham - Jean Black - Ludovick Takam - Rattaporn Saetan - Kraisorn Sriyan - Supot Jodjam - Jean-Michel Gnonka - Tangeni Shipahu - Erivaldo - Thaweepong Jaroenrup - Nattawut Jaroenboot | - Sujinda Dangvan - Patrick - Murun Altankhuyag - Sutee Suksomkit - John Mary - Kritsana Taiwan - Kim Seung-myung - Valci Júnior - Napapon Sripratheep - Cristiano Lopes - Ekkachai Nuikhao - Tardeli Reis - Kosin Hembut | - Yannick Mbengono - Bojan Mamić - Victor Amaro - Ivan Bošković - Kassiaty Gildas Labi - Malek Yawahab - Aron da Silva - Jules Baga - Huỳnh Kesley Alves - Matías Jadue - Phuwadol Suwannachart - Somkid Chamnarnsilp - Victor Amaro |

## Trainer
Stand: April 2023
| Name                        | Zeit beim Krabi FC | Zeit beim Krabi FC |
| Name                        | von                | bis                |
| --------------------------- | ------------------ | ------------------ |
| Chayaphon Kotchasarn        | Januar 2014        | März 2015          |
| Vorawan Chitavanich         | 1. Januar 2015     | 30. November 2015  |
| Wirat Keayiwa               | Januar 2016        | Mai 2016           |
| Pol Chomchuen               | 1. Juli 2016       | 7. April 2017      |
| Jetniphat Rachatachalermroj | April 2017         | September 2017     |
| Wirat Keayiwa               | September 2017     | November 2017      |
| Daniel Blanco               | 12. Dezember 2017  | 3. April 2018      |
| Taweepong Charoenrup        | 9. Januar 2018     | 28. Juli 2019      |
| Wirat Keayiwa               | 5. April 2018      | 31. Mai 2018       |
| Radoslav Batak              | 4. Juni 2018       | 30. November 2018  |
| Thaweepong Jaroenrup        | Dezember 2018      | Juni 2019          |
| Ittiphol Pimvong            | Juni 2019          | Dezember 2019      |
| Amorn Piwdee                | 23. Januar 2020    | 9. November 2020   |
| Nattapong Kongsuk           | 9. November 2020   | 22. September 2021 |
| Prajak Weangsong            | 23. September 2021 | 5. November 2022   |
| Somchai Makmool             | 7. November 2022   | 10. Juli 2023      |
| Alongkorn Thong-am          | 16. August 2023    | 15. November 2023  |
| Arnon Bandasak              | 16. November 2023  | 7. März 2024       |
| Ittiphol Pimvong            | 11. März 2024      |                    |

## Saisonplatzierung
| Saison    | Liga                               | Liga  | Liga   | Liga | Liga | Liga | Liga  | Liga   | Liga     | Pokal               | Pokal                  | Pokal        |
| Saison    | Liga                               | Level | Spiele | S    | U    | N    | Tore  | Punkte | Position | FA Cup              | League Cup             | T3 Cup       |
| --------- | ---------------------------------- | ----- | ------ | ---- | ---- | ---- | ----- | ------ | -------- | ------------------- | ---------------------- | ------------ |
| 2009      | Regional League Division 2 – South | 3     | 14     | 5    | 3    | 6    | 17:21 | 18     | 5.       | –                   | –                      | –            |
| 2010      | Regional League Division 2 – South | 3     | 24     | 10   | 5    | 9    | 33:32 | 35     | 6.       | –                   | –                      | –            |
| 2011      | Regional League Division 2 – South | 3     | 24     | 14   | 7    | 3    | 37:22 | 49     | 1. ▲     | –                   | –                      | –            |
| 2012      | Thai Premier League Division 1     | 2     | 34     | 17   | 6    | 11   | 49:28 | 57     | 6.       | –                   | –                      | –            |
| 2013      | Thai Premier League Division 1     | 2     | 34     | 11   | 8    | 15   | 44:49 | 41     | 9.       | 2. Runde            | –                      | –            |
| 2014      | Thai Premier League Division 1     | 2     | 34     | 13   | 8    | 13   | 41:38 | 47     | 10.      | –                   | –                      | –            |
| 2015      | Thai Premier League Division 1     | 2     | 38     | 12   | 13   | 13   | 46:47 | 49     | 14.      | Achtelfinale        | 2. Runde               | –            |
| 2016      | Thai Premier League Division 1     | 2     | 26     | 7    | 8    | 11   | 27:26 | 29     | 10.      | 2. Runde            | Viertelfinale          | –            |
| 2017      | Thai League 2                      | 2     | 32     | 10   | 8    | 14   | 50:62 | 38     | 12.      | Qualifikationsrunde | Play-Off Qualifikation | –            |
| 2018      | Thai League 2                      | 2     | 28     | 7    | 5    | 16   | 26:49 | 26     | 14. ▼    | Achtelfinale        | 1. Runde               |              |
| 2019      | Thai League 3 - Lower              | 3     | 26     | 10   | 6    | 10   | 34:29 | 36     | 7.       | 2. Runde            | ––                     | –            |
| 2020      | Thai League 3 - Lower              | 3     | 2      | 0    | 1    | 1    | 1:2   | 1      | 9.       |                     |                        | –            |
| 2020/2021 | Thai League 3 – South              | 3     | 17     | 10   | 5    | 2    | 43:17 | 35     | 2.       | 1. Runde            | –                      | –            |
| 2021/22   | Thai League 3 – South              | 3     | 24     | 17   | 3    | 4    | 45:11 | 54     | 1. ▲     | –                   | Achtelfinale           | –            |
| 2022/23   | Thai League 2                      | 2     | 34     | 10   | 12   | 12   | 46:46 | 42     | 12.      | 2. Runde            | –                      | –            |
| 2023/24   | Thai League 2                      | 2     | 34     | 3    | 11   | 20   | 23:63 | 20     | 18. ▼    | –                   | –                      | –            |
| 2024/25   | Thai League 3 – South              | 3     | 22     | 6    | 4    | 12   | 25:32 | 22     | 9.       | –                   | –                      | Gruppenphase |

| Abbruch nach dem zweiten Spieltag aufgrund der COVID-19-Pandemie |

## Torschützen seit 2012
| Saison  | Name                                                  | Tore |
| ------- | ----------------------------------------------------- | ---- |
| 2012    | Cristiano Lopes Ekkachai Nuikhao Thaweepong Jaroenrup | 7    |
| 2013    | John Mary                                             | 10   |
| 2014    | Erivaldo Oliveira                                     | 12   |
| 2015    | Labi Kassiaty                                         | 10   |
| 2016    | Tangeni Shipahu                                       | 8    |
| 2017    | Supot Jodjam                                          | 23   |
| 2018    | Supot Jodjam                                          | 9    |
| 2019    | Nicolás Abot                                          | 8    |
| 2020/21 | George Kelbel                                         | 15   |
| 2021/22 | Phuchakhen Chandaeng                                  | 12   |
| 2022/23 | Badar Ali Rashid Ali Al Alawi                         | 15   |
| 2023/24 | Phuchakhen Chandaeng                                  | 5    |
| 2024/25 |                                                       |      |

## Krabi FC B
Im Jahre 2018 nahm für den Verein erstmals in seiner Geschichte auch eine zweite Herrenmannschaft am Spielbetrieb einer offiziellen Liga teil. Diese nahm ihren Spielbetrieb in der T4 South bzw. Thai League 4 South Region, einer der sechs parallel laufenden Staffeln der vierthöchsten thailändischen Fußballliga, der Thai League 4, auf. Die erste offizielle Spielzeit hielt sich der Krabi FC U-23 konstant in der oberen Tabellenhälfte, wurde nach der regulären Saison Vierter und scheiterte somit nur knapp an einer Teilnahme an der saisonabschließenden Thai League 4 Champions League.

### Saisonplatzierung
| Saison | Liga                  | Liga   | Liga | Liga | Liga | Liga  | Liga   | Liga     | Liga |
| Saison | Liga                  | Spiele | S    | U    | N    | Tore  | Punkte | Position |      |
| ------ | --------------------- | ------ | ---- | ---- | ---- | ----- | ------ | -------- | ---- |
| 2018   | Thai League 4 – South | 21     | 8    | 5    | 8    | 25:25 | 29     | 4.       |      |

### TOP Torjäger
| Saison | Name                | Tore |
| ------ | ------------------- | ---- |
| 2018   | Tameezee Hayeeyusoh | 5    |

## Sponsoren
| Jahr    | Ausrüster   | Trikotsponsor                     |
| ------- | ----------- | --------------------------------- |
| 2013    | Diadora     | AirAsia                           |
| 2014    | Ego Sport   | AirAsia                           |
| 2015    | Ego Sport   | Bangkok Airways / Maxxis          |
| 2016    | FBT         | Bangkok Airways / Maxxis          |
| 2017    | Poom Planet | Bangkok Airways / Maxxis          |
| 2018    | Versus      | Bangkok Airways                   |
| 2019    | Neecon      | PP Cabana                         |
| 2020/21 | Neecon      |                                   |
| 2021/22 | Neecon      | Phi Phi Harbour View Hotel/Tasaki |
| 2022/23 | WOW Sport   | Phi Phi Harbour View Hotel        |
| 2023/24 | WOW Sport   | Phi Phi Harbour View Hotel        |

## Zuschauerzahlen seit 2015
| Saison  | Liga                           | Level | Gesamt- zuschauerzahl | Höchste Zuschauerzahl | Niedrigste Zuschauerzahl | Durchschnittliche Zuschauerzahl |
| ------- | ------------------------------ | ----- | --------------------- | --------------------- | ------------------------ | ------------------------------- |
| 2015    | Thai Premier League Division 1 | 2     | 19.118                | 1.483                 | 538                      | 1.006                           |
| 2026    | Thai Premier League Division 1 | 2     | 13.481                | 1.394                 | 471                      | 898                             |
| 2017    | Thai League 2                  | 2     | 10.705                | 1.103                 | 361                      | 669                             |
| 2018    | Thai League 2                  | 2     | 7.355                 | 989                   | 404                      | 525                             |
| 2019    | Thai League 3                  | 3     |                       |                       |                          |                                 |
| 2020/21 | Thai League 3                  | 3     |                       |                       |                          |                                 |
| 2021/22 | Thai League 3                  | 3     | 2.516                 | 1.130                 | 0                        | 419                             |
| 2022/23 | Thai League 2                  | 2     | 7.834                 | 750                   | 200                      | 461                             |
| 2023/24 | Thai League 2                  | 2     | 4.904                 | 520                   | 130                      | 288                             |